# Marco Heinis
Marco Heinis (* 14. April 2003 in Pontarlier) ist ein französischer Nordischer Kombinierer.

## Werdegang
Heinis stammt aus dem französischen Haut-Doubs, einer Region der Franche-Comté sowie dem Schweizer Jura. Er startet für Olympic Mont d’Or. Er gab beim Youth-Cup-Wettbewerb am 25. August 2017 in Oberstdorf sein internationales Debüt und belegte dabei den achten Rang. In den folgenden Jahren stellte er sich vorwiegend im Alpencup, einer Jugend-Wettkampfserie der OPA, der Konkurrenz. Seinen ersten Podestplatz erreichte er am 30. August 2019 als Dritter beim Youth Cup in Oberhof. Bei den Olympischen Jugend-Winterspielen 2020 in Prémanon und Lausanne lief Heinis auf den elften Rang im Einzel. Darüber hinaus gewann er im Skisprung-Mixed-Team Bronze. Am 7. März 2020 debütierte Heinis in Lahti im Continental Cup und erreichte dabei als 23. auf Anhieb die Punkteränge.
Zu Beginn des Winters 2020/21 in Ruka ging Heinis erstmals im Weltcup an den Start, verpasste aber die Punkteränge. In den folgenden Wochen nahm er daher wieder an den Wettbewerben des Continental Cups teil. Bei den Nordischen Junioren-Skiweltmeisterschaften in Lahti wurde Heinis im Einzel Zwölfter. Nachdem er anschließend wieder im Alpencup angetreten war und dort seinen ersten Sieg errungen hatte, wurde er erneut ins Weltcup-Team für die abschließenden Rennen in Klingenthal berufen. Dort erreichte er mit dem 37. Platz sein bis dato bestes Ergebnis in dieser Wettkampfserie. Anderthalb Wochen später wurde Heinis Vierter bei den französischen Meisterschaften und gewann zudem Silber im Teamspringen. In der Saison 2021/22 verfehlte er weiterhin die Weltcup-Punkteränge. Am 21. Januar lief er beim Sprint in Klingenthal auf den sechsten Rang und erzielte damit seine erste Platzierung unter den besten Zehn im Continental Cup. Anfang März nahm er zunächst an den Nordischen Junioren-Skiweltmeisterschaften in Zakopane teil, bei denen er Rang 19 im Einzel sowie den vierten Platz im Team belegte. Wenige Wochen später gewann er beim verlegten Europäischen Olympischen Winter-Jugendfestival in Vuokatti die Bronzemedaille im Einzel. Zum Abschluss der Saison gewann er gemeinsam mit Mattéo Baud, Joséphine Pagnier und Laurent Muhlethaler das Teamspringen der französischen Skisprung-Meisterschaften in Prémanon.
Im Sommer 2022 gewann Heinis vier Alpencup-Wettbewerbe. Zum Auftakt in die Weltcup-Saison 2022/23 in Ruka erreichte er den 20. Platz und gewann so seine ersten Weltcuppunkte. Auch am darauffolgenden Tag ermöglichte ihm seine Sprungleistung, Weltcuppunkte zu erzielen. Bei den Junioren-Skiweltmeisterschaften 2023 in Whistler wurde Heinis Zwölfter. Wenige Wochen später nahm er zudem an den Nordischen Skiweltmeisterschaften in Planica teil. Im Gundersen Einzel von der Normalschanze belegte er den 24. Platz.

## Statistik

### Weltcup-Platzierungen
| Saison  | Platz | Punkte |
| ------- | ----- | ------ |
| 2022/23 | 44.   | 025    |
| 2023/24 | 41.   | 103    |

### Grand-Prix-Platzierungen
| Saison | Platz | Punkte |
| ------ | ----- | ------ |
| 2023   | 37.   | 043    |

### Continental-Cup-Platzierungen
| Saison  | Platz | Punkte |
| ------- | ----- | ------ |
| 2019/20 | 66.   | 21     |
| 2020/21 | 48.   | 34     |
| 2021/22 | 39.   | 87     |